# Belinț, Timiș

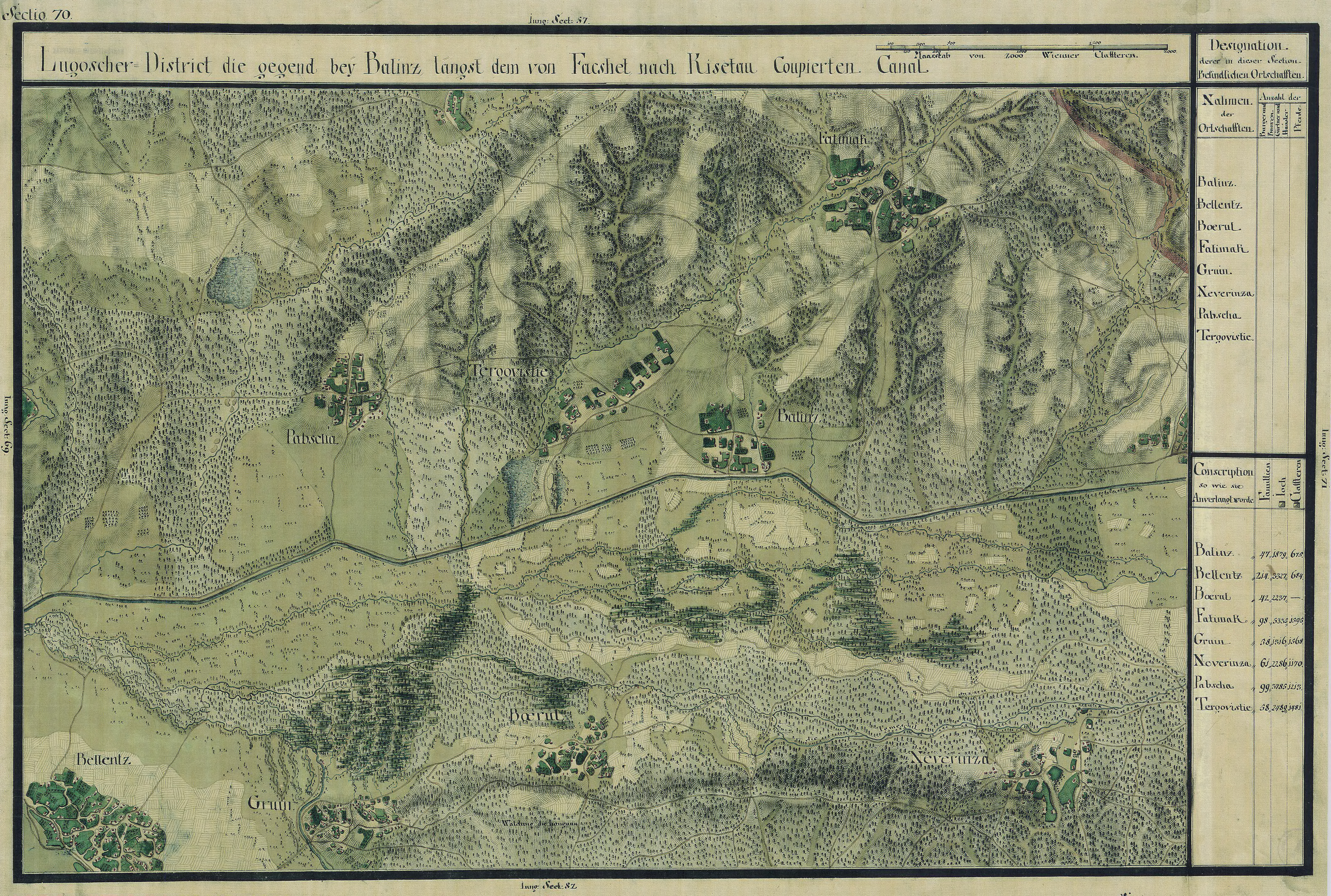
Belinţ în Harta Iosefină a Banatului, 1769-72

Belinț este satul de reședință al comunei cu același nume din județul Timiș, Banat, România.